# Euderces paraposticus
Euderces paraposticus är en skalbaggsart som beskrevs av Giesbert och Chemsak 1997. Euderces paraposticus ingår i släktet Euderces och familjen långhorningar. Inga underarter finns listade i Catalogue of Life.